# Nordfriedhof (Leipzig)

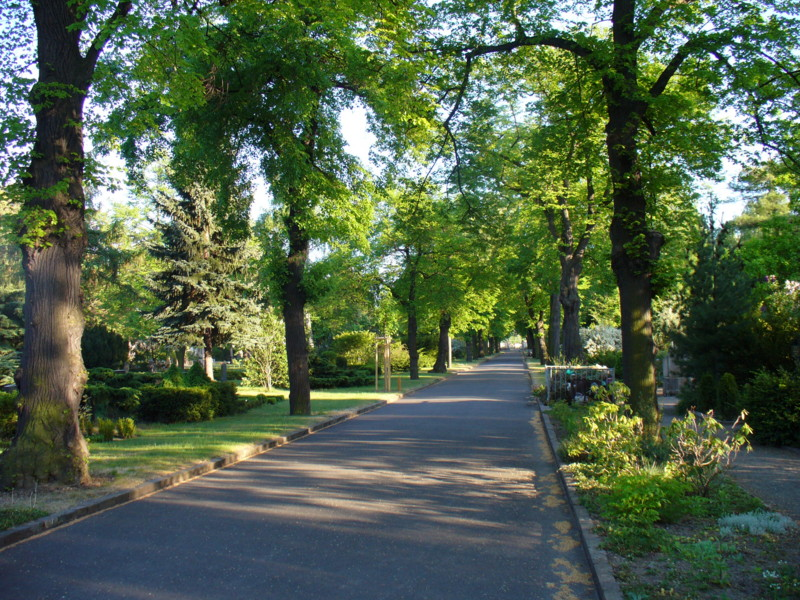
Hauptweg auf dem Leipziger Nordfriedhof

Der Nordfriedhof ist einer der von der Stadt Leipzig betriebenen kommunalen Friedhöfe. Er befindet sich in der Berliner Straße 125–127 im Stadtteil Eutritzsch zwischen Hamburger Straße, Theresienstraße und Maximilianallee, unmittelbar angrenzend an den kleineren Alten Israelitischen Friedhof.
Der Nordfriedhof wurde am 24. Mai 1881 eröffnet. Im Vergleich zur größten Anlage der Stadt, dem 78 Hektar großen Südfriedhof, umfasst der Nordfriedhof mit nur 7,3 Hektar weniger als ein Zehntel dieser Fläche. Er weist gestalterisch und dendrologisch dennoch eine große Vielfalt auf, so unter anderem ein nach dem Jahr 2000 angelegtes Feuchtbiotop.
Die Bauten auf dem Friedhof stammen aus den Jahren 1905 bis 1910. Otto Brückwald errichtete nach dem Vorbild italienischer Bauten einen Komplex mit hölzernen Laubengängen, sie verbanden Kapelle, Leichenhalle und Verwaltung. Die Kapelle wurde bei den Luftangriffen am 4. Dezember 1943 zerstört. Links des Eingangs befindet sich das ebenfalls von Brückwald entworfene ehemalige Beamtenwohnhaus. Die Anlagen gestaltete Otto Wittenberg noch im traditionellen Stil mit regelmäßigen Grabfeldern in strenger Symmetrie. Innerhalb des Nordfriedhofs gab es keine Schmuckflächen, nur vor dem nach innen versetzten Haupteingang an der Berliner Straße waren bunt bepflanzte Schmuckrabatten angelegt.
Auf dem Nordfriedhof fanden zwei Ehrenbürger der Stadt Leipzig ihre letzte Ruhe, der Oberreichsanwalt Hermann Tessendorf und der Reichsgerichtspräsident Rudolf Freiherr von Seckendorff. Weitere bedeutende Persönlichkeiten, die hier ihre Grabstätte haben, sind Ernst Arthur Seemann, der Gründer des Verlages E. A. Seemann, der Verlagsbuchhändler Karl Tauchnitz, der Urologe Arthur Kollmann und Ernst Pinkert, der Gründer des Leipziger Zoos.

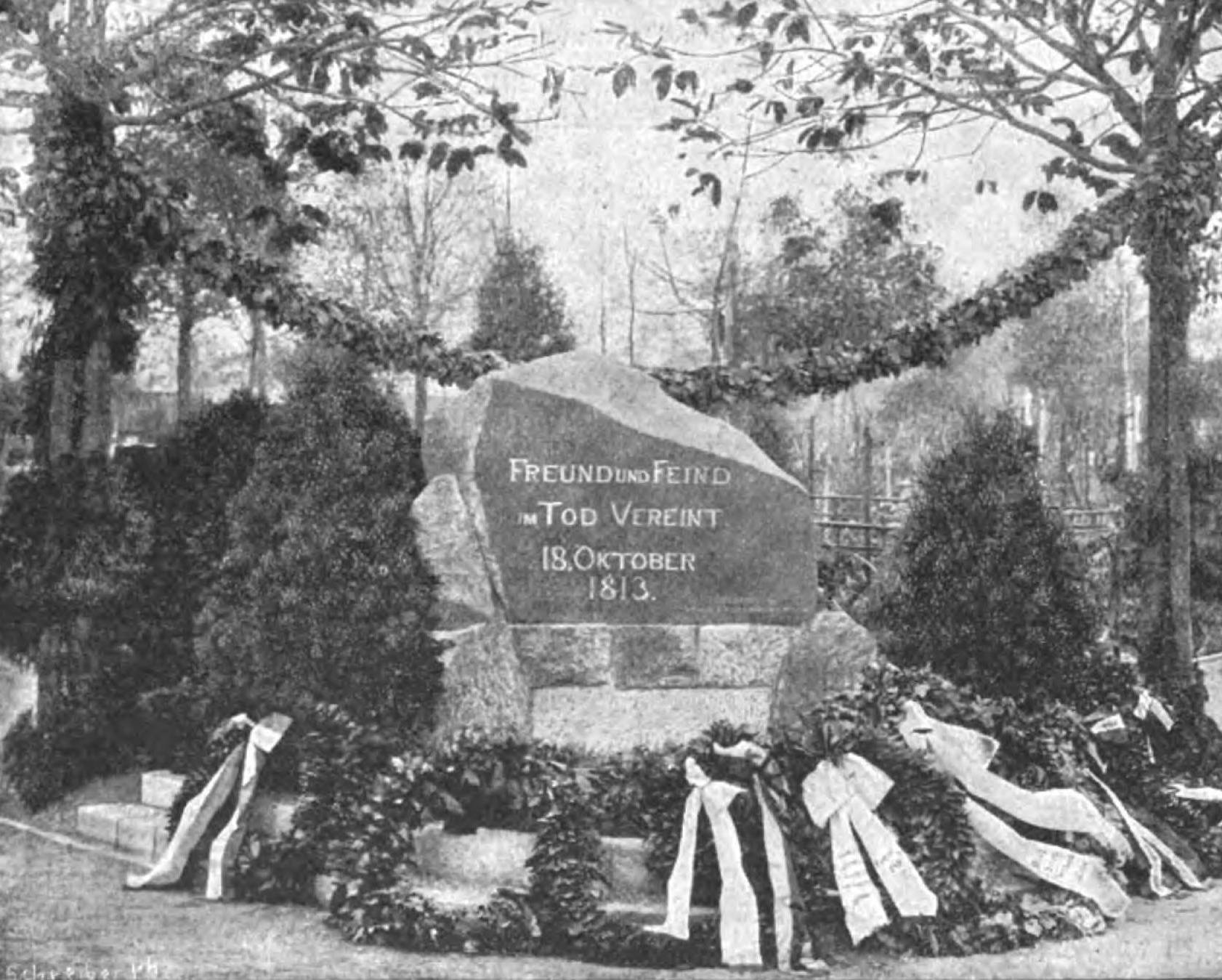
Das Denkmal für in der Völkerschlacht 1813 gefallene Krieger auf dem Leipziger Nordfriedhof, in: Die Gartenlaube, 1899.

Auf dem Nordfriedhof befindet sich auch eines der ältesten Erinnerungsmale der Völkerschlacht bei Leipzig. Nachdem 1892 an der Eutritzscher Straße ein Massengrab von Gefallenen der Völkerschlacht gefunden worden war, ließ der Verein für die Geschichte Leipzigs vom Architekten Franz Drechsler ein Grabmal entwerfen. Das am 18. Oktober 1899 eingeweihte Mal gegenüber dem ehemaligen Eingang Theresienstraße, besteht aus einem Findlingsblock mit der Aufschrift „Freund und Feind im Tod vereint.“ und einem kleineren Kissenstein, der die Grabfläche hinter dem Gedenkstein kennzeichnet.